# Slatoust
Slatoust (russisch Златоу́ст) ist eine russische Großstadt mit 174.962 Einwohnern (Stand 14. Oktober 2010) in der Oblast Tscheljabinsk. Sie ist vor allem bekannt für die Herstellung von Klingen.
Slatoust liegt im mittleren Ural, am linken Ufa-Nebenfluss Ai, etwa 1750 km östlich von Moskau und 110 km westlich der Gebietshauptstadt Tscheljabinsk. Die nächstgelegenen Städte sind Kussa (23 km nordwestlich von Slatoust gelegen) und Miass (33 km südöstlich).

## Geschichte
Slatoust wurde im Jahre 1754 gegründet und erhielt seinen Namen nach dem byzantinischen Heiligen Johannes Chrysostomos, der im Russischen Ioann Slatoust genannt wird (Chrysostomos = „Goldmund“ = russ. Slatoust). Anlass der Stadtgründung war der Aufbau einer Eisenmanufaktur auf dem Gebiet der heutigen Stadt durch die Tulaer Industriellenfamilie Mossolow. Es wird vermutet, dass die Mossolows Johannes Chrysostomos besonders verehrten und daher die neu gegründete Fabrik nach ihm benannten, was dann auch der Stadt ihren heutigen Namen gab.

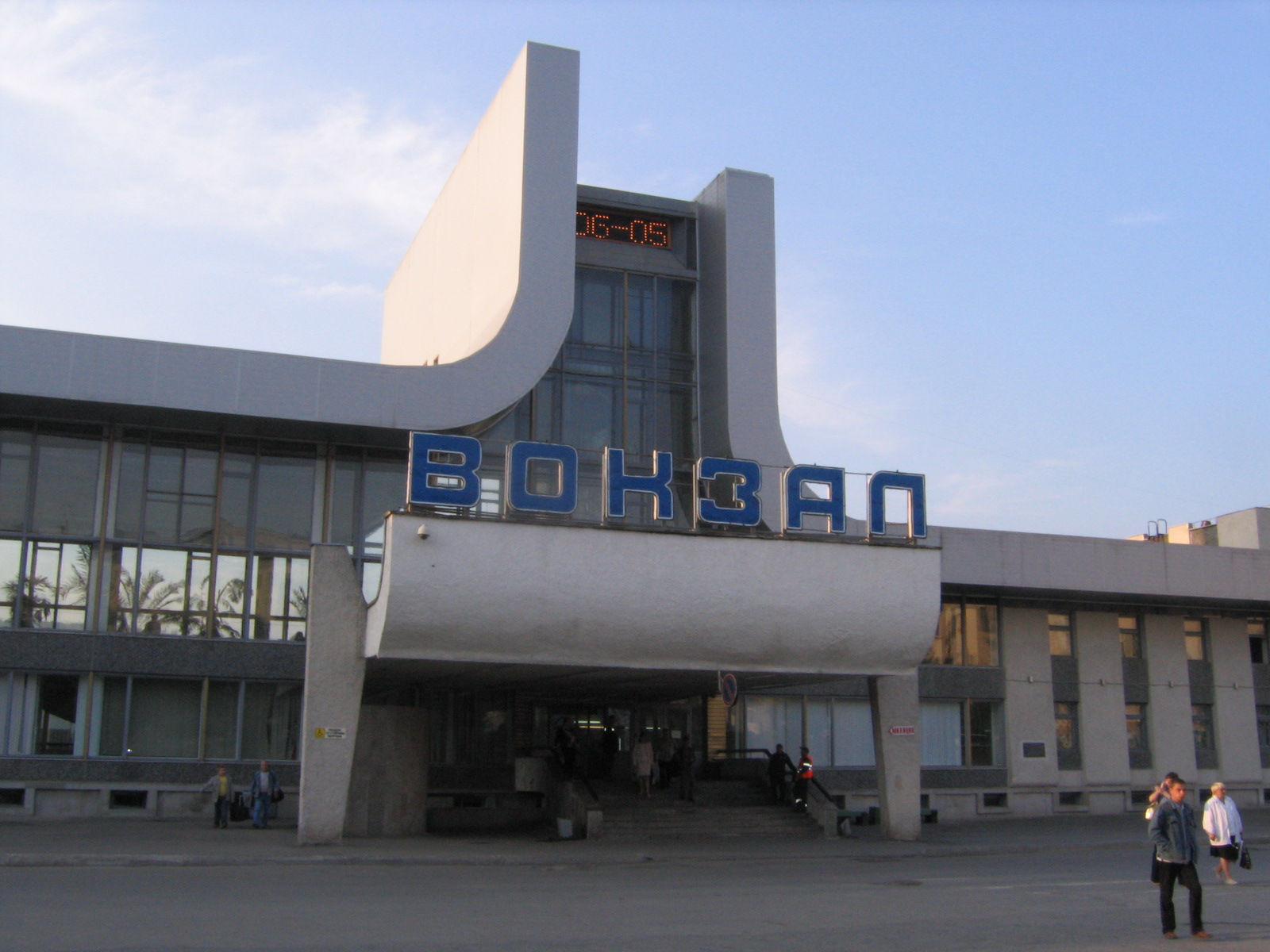
Bahnhof Slatoust

1815 wurde in Slatoust zusätzlich zur Eisenfabrik eine Klingenfabrik gegründet, an deren Aufbau auch Meister aus Solingen beteiligt waren. Im 19. Jahrhundert entwickelte sich in Slatoust auch das Handwerk der Metallgravur, mit der die Slatouster Klingenwaffen geschmückt wurden. Dies machte sie weit über die Ortsgrenzen hinaus bekannt, und die Metallgravur ist bis heute ein lokales Traditionshandwerk der Stadt. 1857 entstand in Slatoust eine weitere Waffenfabrik, wo die ersten Stahlkanonen Russlands gegossen wurden.
1865 erhielt Slatoust Stadtrechte und wurde Kreiszentrum im Gouvernement Ufa, 1931 wurde es zu einer kreisfreien Stadt erklärt. Während des Zweiten Weltkriegs beherbergte Slatoust über 20 aus dem europäischen Teil Russlands evakuierte Industriebetriebe (darunter die Erste Moskauer Uhrenfabrik). Von den Kriegshandlungen blieb die Stadt wegen ihrer Lage weit im Hinterland der Sowjetunion verschont, allerdings fielen Schätzungen zufolge rund 40.000 Slatouster an der Front.

### Bevölkerungsentwicklung
| Jahr | Einwohner |
| ---- | --------- |
| 1897 | 20.502    |
| 1939 | 99.415    |
| 1959 | 161.342   |
| 1970 | 180.488   |
| 1979 | 197.760   |
| 1989 | 207.794   |
| 2002 | 194.551   |
| 2010 | 174.962   |

Anmerkung: Volkszählungsdaten

## Wirtschaft und Verkehr
Bis heute ist Slatoust ein wichtiges Zentrum der Metallurgie im Südural, unter anderem mit dem Metallurgiewerk Slatoust (gegründet 1902) sowie der traditionsreichen Klingenfabrik, deren aus dem frühen 19. Jahrhundert stammende Bauten zu den Hauptsehenswürdigkeiten der Stadt zählen. Außerdem gibt es in der Stadt eine Maschinen-, eine Verpackungs- und eine Uhrenfabrik, ferner über 300 kleinere Industrie- und Dienstleistungsbetriebe.
Südlich der Stadt verläuft die Fernstraße M5 auf dem Streckenabschnitt zwischen Ufa und Tscheljabinsk. Innerhalb der Stadt gibt es einen Fernbahnhof, ab dem Verbindungen außer nach Tscheljabinsk beispielsweise auch nach Samara und Moskau bestehen. Der nächste Flughafen befindet sich bei Tscheljabinsk. Im innerstädtischen öffentlichen Verkehr spielen vor allem Busse und Linientaxen eine Rolle, darüber hinaus verfügt Slatoust über ein eigenes Straßenbahnnetz, das aus zwei Linien besteht.

## Söhne und Töchter der Stadt
- Georgi Time (1831–1910), Mathematiker, Markscheider und Hochschullehrer
- Iwan Time (1838–1920), Bergbauingenieur und Hochschullehrer
- Boris Schaposchnikow (1882–1945), sowjetischer Marschall
- Witali Subow (1902–1975), Metallkundler und Hochschullehrer
- Helmer-Rainer Sinisalo (1920–1989), Flötist und Komponist
- Lidija Skoblikowa (* 1939), Eisschnellläuferin, Olympiasiegerin (1960/1964)
- Alexander Morduchowitsch (* 1946), Komponist, Musiker und Dozent
- Anatoli Karpow (* 1951), Schachgroßmeister und Schachweltmeister (1975–1985; FIDE 1993–1999)
- Anatoli Šmigun (* 1952), estnischer Skilanglauftrainer
- Chalida Alimowa (* 1969), Naturbahnrodlerin
- Natalja Snytina (* 1971), Biathletin
- Swetlana Ischmuratowa (* 1972), Biathletin
- Tscheslaw Schumilow (* 1973), Naturbahnrodler
- Jewgenija Sinurowa (* 1982), Mittelstreckenläuferin
- Nikita Korowkin (* 1983), Eishockeyspieler
- Alexei Reunkow (* 1984), Langstreckenläufer
- Dmitri Gerasimenko (* 1987), russischer und serbischer Judoka
- Anastassija Beljakowa (* 1993), Boxerin
- Aljona Schwez (* 2001), Singer-Songwriterin und Gitarristin